# USS Minneapolis-Saint Paul (LCS-21)
«Міннеаполіс-Сент-Пол» (англ. USS Minneapolis-Saint Paul (LCS-21)) —  бойовий корабель прибережної зони типу «Фрідом» виробництва компанії «Lockheed Martin».
Свою назву отримав на честь метрополійної території Міннеаполіс-Сент-Пол, штат Міннесота.

## Історія створення
Корабель був замовлений 29 грудня 2010 року. Закладений 22 лютого 2018 року на верфі фірми «Lockheed Martin».
15 червня 2019 року корабель був спущений на воду.

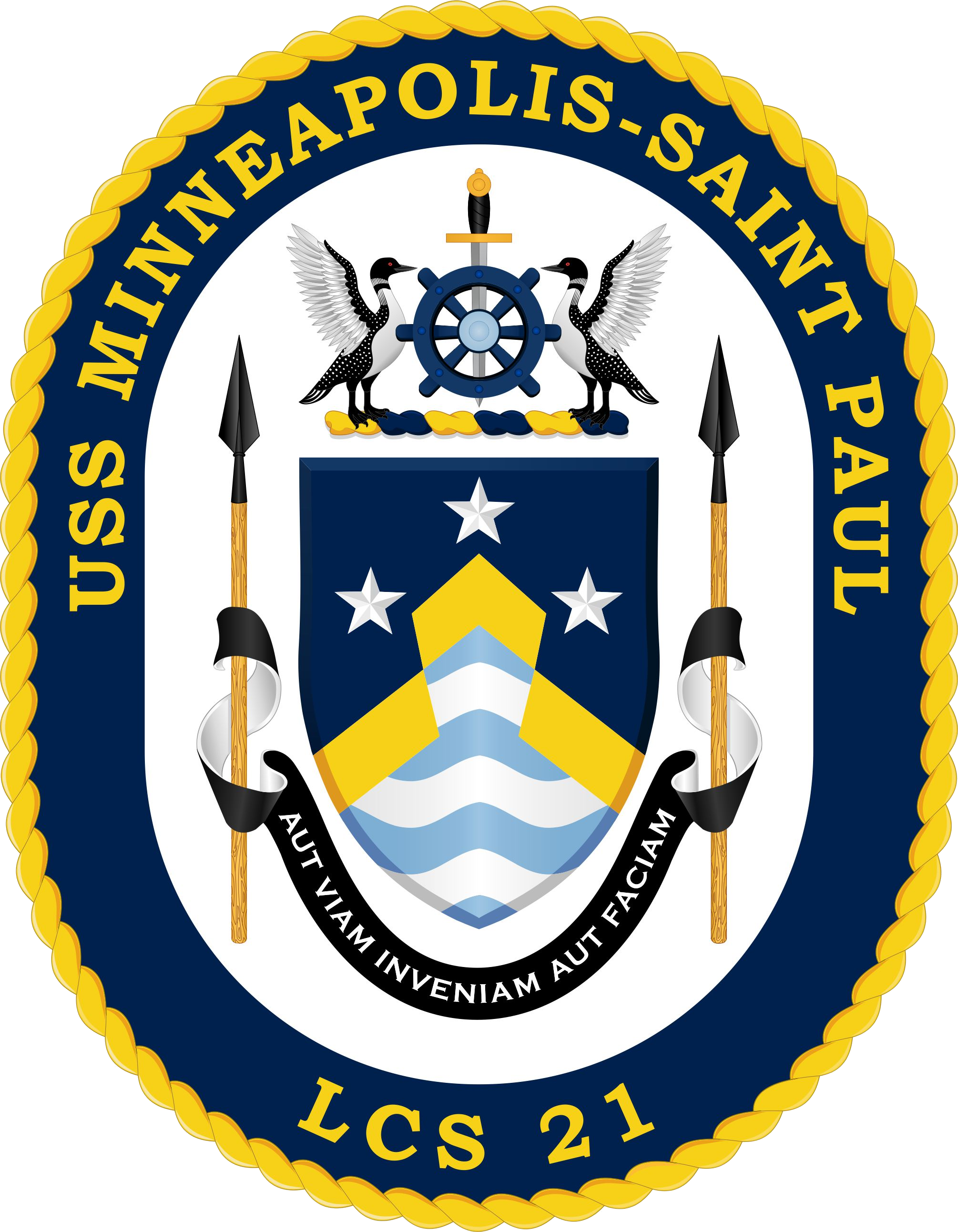

Отримає трансмісію поліпшеної конструкції, яка не матиме вад, що призводили до частих відмов кораблів цього типу старішої будови.